# Huub Franssen
Hubertus Martinus (Huub) Franssen (Amersfoort, 9 augustus 1916 - Assen, 3 augustus 2003) was een Nederlands politicus, lid van de PvdA.
Franssen werd gereformeerd opgevoed maar was later actief in de Nederlandse Hervormde Kerk. Franssen stond bekend als een anti-militarist.
Na het doorlopen van het gymnasium in Harderwijk begon hij zijn loopbaan als ambtenaar bij de gemeente Ermelo, met een onderbreking in 1942 en 1943 toen hij als gijzelaar was geïnterneerd in Haaren en Sint-Michielsgestel. Later was hij hoofdambtenaar bij de provinciale griffie in Drenthe. In 1981 promoveerde hij tot doctor in de rechtsgeleerdheid.
In 1965 stemde hij als lid van de Tweede Kamer, samen met vier fractiegenoten, tegen de goedkeuringswet van het huwelijk van kroonprinses Beatrix en Claus. Hij behoorde ook tot een minderheid van de fractie toen hij in 1970 voor een motie stemde waarin om de erkenning van Noord-Vietnam werd gevraagd. Zo pleitte hij er in 1967 tijdens een PvdA-congres voor dat Nederland uit de NAVO zou treden, maar een motie van die strekking werd verworpen. In 1971 deed Franssen een gooi naar het voorzitterschap maar werd toen verslagen door André van der Louw.

## Carrière
- 1956 tot 1977 - lid van de Tweede Kamer voor de PvdA
- 1966 tot 1969 - vicevoorzitter van de PvdA
- 1973 tot 1990 - lid van de Kiesraad, sinds 1979 als voorzitter.
- 1977 tot 1978 - waarnemend burgemeester van Smilde
- 1978 tot 1979 - lid Provinciale Staten van Drenthe
- jaren tachtig - kroonlid van de Sociaal-Economische Raad
- 1992 - voorzitter van de commissie die de oorzaak onderzocht van de Groninger Kredietbank-affaire.

- Biografisch Portaal: 31086111
- Parlement.com: vg09ll0tcrzb